# Manuel Fernández Anidos
Manuel Fernández Anidos, més conegut com a Manel (Narón, 9 de maig de 1972) és un exfutbolista gallec que jugava com a migcampista. Va ser internacional sub-21 per Espanya.

## Trajectòria
Després de passar per l'equip juvenil del Racing de Ferrol, Manel va cridar l'atenció del Celta de Vigo, que el va incorporar per jugar al seu filial. La temporada 93/94 debuta amb el primer equip, tot disputant vint-i-tres minuts d'un partits, els únics de la seua carrera a la màxima categoria.
A l'any següent, la 94/95, retorna al Racing de Ferrol, que militava a la Segona B. Dos anys després fitxa per l'Elx CF. Amb l'equip il·licità aconsegueix l'ascens a Segona. En la categoria d'argent, l'any 97/98, el gallec juga 12 partits i el seu equip descendeix.
L'estiu de 1998 comença la seua tercera etapa a Ferrol, passant dos anys a Segona B i altres tres a la Segona A. En aquesta última, en la qual hi va estar entre el 200 i el 2003, va ser titular les dues primeres campanyes, per perdre eixe privilegi la temporada 02/03, en la qual, tot i això, va aparèixer en 17 partits, la majoria com a suplent.
A partir del 2003, la carrera de Manel ha estat en equips gallecs de menor rang, com el Cerceda (03/04), el Viveiro (04/06) o el Narón (06/08), on va coincidir amb l'exblaugrana Angel Cuellar.